# Сирия на Играх доброй воли
Сирия принимала участие в летних Играх доброй воли, начиная с Игр 1986 года.
На всех Играх спортивные делегации Сирии завоевали всего 1 медаль, из них нет ни одной золотой.

## Медальный зачёт

### Медали на летних Играх
| Игры                 | Золото         | Серебро        | Бронза         | Всего          | Место          |
| Москва 1986          | 0              | 0              | 0              | 0              | —              |
| 1990                 | не участвовали | не участвовали | не участвовали | не участвовали | не участвовали |
| Санкт-Петербург 1994 | 0              | 0              | 1              | 1              | 54             |
| Нью-Йорк 1998        | 0              | 0              | 0              | 0              | —              |
| 2001                 | не участвовали | не участвовали | не участвовали | не участвовали | не участвовали |
| Всего                | 0              | 0              | 1              | 1              |                |